# Racza (stacja kolejowa)
Racza (ukr. Рача) – stacja kolejowa w miejscowości Radcza, w rejonie korosteńskim, w obwodzie żytomierskim, na Ukrainie. Położona jest na linii z Owrucza do Strefy Wykluczenia.